# Beadlam
Beadlam – wieś w Anglii, w hrabstwie North Yorkshire, w dystrykcie (unitary authority) North Yorkshire. Leży 34 km na północ od miasta York i 311 km na północ od Londynu. Miejscowość liczy 250 mieszkańców.